# Inside Out (película de 2015)
Inside Out (conocida en Hispanoamérica como Intensamente y en España como Del revés) es una película de animación estadounidense de 2015 producida por Pixar Animation Studios para Walt Disney Pictures. Fue dirigida por Pete Docter a partir de un guion que escribió junto a Meg LeFauve y Josh Cooley. Cuenta con las voces de Amy Poehler, Phyllis Smith, Richard Kind, Bill Hader, Lewis Black, Mindy Kaling, Kaitlyn Dias, Diane Lane y Kyle MacLachlan. La trama sigue el funcionamiento interno de la mente de Riley, una niña que se adapta al traslado de su familia mientras cinco emociones Alegría, Tristeza, Temor, Desagrado, y Furia, personificadas administran sus pensamientos y acciones.
Docter concibió Inside Out en octubre de 2009 tras observar cambios en la personalidad de su hija a medida que crecía. Posteriormente se dio luz verde al proyecto, y Docter y el codirector Ronnie del Carmen desarrollaron la historia, al tiempo que consultaban a psicólogos y neurocientíficos en un esfuerzo por retratar con precisión la mente. El desarrollo duró cinco años y medio, con un presupuesto aproximado de 175 millones de dólares. Cambios significativos en la historia y los personajes retrasaron el calendario de producción de la película.
Inside Out se estrenó en la 68 edición del Festival de Cannes el 18 de mayo de 2015 y en los Estados Unidos el 19 de junio. Recibió elogios de la crítica por su artesanía, guion, temática, argumento e interpretaciones vocales, especialmente las de Poehler, Smith, Kind, Hader, Kaling y Black. El National Board of Review y el American Film Institute lo nombraron una de las diez mejores películas de 2015. Recaudó 858,8 millones de dólares en todo el mundo y terminó su andadura en los cines como la séptima película más taquillera de 2015. Ha sido nominada a dos premios en la 88.ª edición de los Premios Óscar, ganando el de Mejor Película de Animación, y recibió otros numerosos galardones. La revista filosófica Film and Philosophy lo reconoció como una de las mejores películas de animación de la historia. La secuela, Inside Out 2, se estrenó en 2024.

## Argumento
En la mente de una joven llamada Riley Andersen hay cinco emociones personificadas que influyen en sus acciones: Alegría, Tristeza, Temor, Desagrado e Furia. Las experiencias de Riley se convierten en recuerdos que se almacenan como orbes de colores y se envían a la memoria a largo plazo cada noche. Los aspectos de los cinco «recuerdos centrales» más importantes de su personalidad adoptan la forma de cinco islas flotantes. Alegría actúa como líder e intenta limitar la influencia de Tristeza, percibiéndola como una carga innecesaria para Riley.
A los 11 años, Riley se traslada de Minnesota a San Francisco por el nuevo trabajo de su padre. El primer día de Riley en su nuevo colegio, Tristeza entristece retroactivamente los recuerdos alegres, haciendo que Riley llore delante de su clase. Esto crea el primer recuerdo triste de Riley. Alegría intenta deshacerse del recuerdo utilizando un tubo neumático, pero durante una lucha con Tristeza se desprenden los demás recuerdos del núcleo, inutilizando las islas de personalidad. Alegría, Tristeza y los recuerdos centrales son succionados fuera de la Sede.
En ausencia de Alegría y Tristeza, Furia, Temor y Desagrado intentan crear recuerdos básicos felices, pero los resultados son desastrosos, distanciando a Riley de sus padres, compañeros y aficiones. Sin los recuerdos centrales, la Ira hace que las islas de personalidad de Riley se desmoronen y caigan en el «Vertedero de Recuerdos», donde las cosas se desvanecen hasta la inexistencia a medida que se olvidan.
Mientras navegan por la vasta zona de la memoria a largo plazo, Alegría y Tristeza se encuentran con Bing Bong, el amigo imaginario de Riley, que sugiere montar en el «tren del pensamiento» de vuelta a la Sede. Mientras tanto, Ira, con la intención de restaurar la felicidad de Riley, convence a Desagrado y Miedo de que Riley debe huir a Minnesota, donde se formaron sus recuerdos felices. Alegría, Tristeza y Bing Bong cogen el tren, pero éste descarrila al derrumbarse otra isla. Alegría, que teme que todos los recuerdos centrales se vuelvan tristes, abandona a Tristeza e intenta montar en un «tubo de recuerdo» para volver a la Sede. El suelo bajo el tubo se derrumba y Alegría y Bing Bong se sumergen en el vertedero de recuerdos.
Alegría descubre un triste recuerdo de perder un partido de hockey que se volvió feliz cuando los padres y amigos de Riley la consolaron, y se da cuenta del propósito de Tristeza de alertar a los demás cuando Riley está emocionalmente abrumada y necesita ayuda. Alegría y Bing Bong intentan utilizar su cohete vagón alimentado por canciones para escapar del Vertedero de Recuerdos, pero son incapaces de ascender debido a su peso combinado. Bing Bong salta del vagón para salvar a Alegría y se desvanece en el Vertedero de la Memoria, olvidado.
La idea de Furia desactiva la consola, sumiendo a Riley en una depresión mientras sube a un autobús con destino a Minnesota. Alegría se reúne con Tristeza y regresan al Cuartel General. Alegría entrega el control de la consola a Tristeza, que la reactiva y devuelve a Riley a sus padres. Mientras Tristeza reinstala los recuerdos del núcleo, transformándolos de felices a tristes, Riley les dice a sus padres que echa de menos su antigua vida. Los padres de Riley la consuelan y le dicen que también echan de menos Minnesota.
Alegría y Tristeza trabajan juntas en la consola, creando un nuevo recuerdo central que es a la vez feliz y triste, y se forma una nueva isla, que representa la aceptación de Riley de su vida en San Francisco. Un año después, una Riley de 12 años se ha adaptado a su nuevo hogar, ha hecho nuevos amigos y ha adquirido nuevas aficiones. Dentro del Cuartel General, las emociones de Riley admiran sus nuevas islas de personalidad, impulsadas por recuerdos centrales que contienen una mezcla de emociones, y reciben una consola ampliada que tiene espacio suficiente para que trabajen en equipo. Aunque admiten una ligera preocupación por una gran alarma roja que marca la pubertad, se olvidan de ella.

## Reparto
| - Amy Poehler como Alegría. - Phyllis Smith como Tristeza. - Lewis Black como Furia. - Mindy Kaling como Desagrado. - Bill Hader como Temor. - Kaitlyn Dias como Riley Andersen. - Richard Kind como Bing Bong, el amigo imaginario de Riley. - Diane Lane como Jill Andersen, la madre de Riley. - Kyle MacLachlan como Bill Andersen, el padre de Riley. - Paula Poundstone como Paula. - Bobby Moynihan como Bobby. | - Paula Pell como la Directora de los Sueños y Furia / Furia de Jill. - Sherry Lynn como Alegría de Jill. - Laraine Newman como Temor de Jill. - Meg Ryan como Desagrado / Desagrado de Jill. - Dave Goelz como Frank, guardia del subconsciente. - Frank Oz como Dave, guardia del subconsciente. - Josh Cooley como Jangles, el payaso. - Peter Sagal como Alegría del payaso. - Flea como Jake, el guardia de la mente. - John Ratzenberger como Fritz. - Carlos Alazraqui como Temor / Temor de Bill y el piloto de helicóptero brasileño. - Lori Alan como Tristeza de Jill. - Rashida Jones como las emociones de la chica cool. |

Asimismo, algunos de los creadores de la película también contribuyeron con sus voces, incluyendo a Pete Docter como Furia del padre y Ronnie del Carmen.

### Doblaje al español
Para la distribución en el mercado de habla hispana, se hicieron dos doblajes: uno para los países de América y otro para España. Los del primer grupo, contaron con una versión elaborada por los estudios Taller Acústico. Con Mario Castañeda como director del proceso, los actores en cargados de poner las voces fueron Cristina Hernández como Alegría, Kerygma Flores como Tristeza, Jaime Vega como Furia, Erika Ugalde como Desagrado, Moisés Iván Mora como Temor, Verania Ortiz como Riley, Jesús Guzmán como Bing Bong, Graciela Gámez como Jill Andersen y Moisés Palacios como 	Bill Andersen.
Por su parte, la versión ibérica fue llevada a cabo en el estudio SDI Media, radicado en Barcelona, bajo la dirección de Lorenzo Bateta. El elenco principal de voces quedó conformado por Mar Bordallor como Alegría, Beatriz Berciano como Tristeza, Fernando Cabrera como Miedo, Ana Esther Alborg como Asco y Salvador Aldeguer como Ira, Ángela Arellano como Riley, Carlos Ysbert como Bing Bong, María del Mar Jorcano como Jill Andersen y Lorenzo Beteta como 	Bill Andersen.

## Producción

### Desarrollo
El desarrollo de Inside Out recibió luz verde en octubre de 2009, después de que el director Pete Docter notara que su hija Elie se volvía «más callada y reservada», y empezó a preguntarse qué estaba pasando internamente. Docter invitó a Ronnie del Carmen, que había trabajado como supervisor de historias en Buscando a Nemo (2003) y Up (2009), a unirse al proyecto como codirector, papel que del Carmen aceptó. Buscaron inspiración en sus propias historias y experiencias personales, y consultó a psicólogos y especialistas como el psicólogo Paul Ekman y Dacher Keltner, profesor de psicología de la Universidad de California en Berkeley, para mayor precisión. Para diseñar el paisaje mental de Riley, consultaron a neurocientíficos y tomaron como referencia cadenas de ADN y fotografías de destellos neuronales. Según Keltner y Ekman, la película hace hincapié en el modo en que las emociones organizan nuestros pensamientos y vidas sociales, especialmente el papel de la tristeza en el fomento de las conexiones.
En las primeras versiones de la película se consideraron unas 27 emociones: irritación, envidia, codicia, tristeza, desesperación, depresión, amor, schadenfreude, ennui, vergüenza, bochorno y esperanza, pero luego se redujeron en aras de la simplicidad. Ekman proporcionó una lista de emociones —enojo, miedo, tristeza, asco, desprecio, sorpresa y felicidad— y Docter decidió eliminar la sorpresa por su similitud con el miedo; también eliminó el desprecio. La felicidad pasó a llamarse optimismo y, más tarde, Alegría. El director creativo John Lasseter ofreció poca aportación a la película debido a su concentración en la reestructuración de Walt Disney Animation Studios; fue la primera película de Pixar producida sin la participación del cofundador del estudio, Steve Jobs, fallecido en 2011. El proceso de desarrollo de la película duró cinco años y medio y contó con un presupuesto aproximado de 175 millones de dólares. Ralph Eggleston, diseñador de producción de Pixar desde 1992, declaró que era la película más dura y larga en la que había trabajado. En consecuencia, se consideró que los directores noveles no podían trabajar en la película.

### Guion
En 2010, Docter y el equipo de rodaje se reunieron para discutir aspectos de Inside Out, como su ambientación, reglas y rollos. A continuación, Docter contrató a un pequeño equipo para desarrollar el argumento de la película y diseñar sus personajes en un plazo de 12 meses; su principal reto era manejar su técnica multicapa. Del Carmen describió su educación como una influencia significativa y tuvo la idea de convertir a Riley en un ávido jugador de hockey sobre hielo debido a la popularidad de ese deporte en Minnesota. Aunque el guion de la película se consideró ambicioso e ingenioso, el guionista Michael Arndt dedicó un año a su elaboración antes de abandonar el proyecto a principios de 2011; se le atribuyó la aportación de material adicional para la historia. Junto con Docter, Josh Cooley y Meg LeFauve fueron acreditados como guionistas de sus reescrituras.
Para promover la diversidad, la mitad del equipo de la historia eran mujeres en una época en la que la industria de la animación estaba formada mayoritariamente por hombres. Aunque Inside Out se centra en una niña, la investigación reveló que las mujeres de 11 a 17 años estaban más atentas a las expresiones y emociones que las niñas más jóvenes. Docter decidió que Riley no era un personaje principal, sino el escenario de la película. Consideró la emoción principal como femenina porque Riley es una chica. A los demás personajes emocionales se les asignó masculino y femenino. Docter descartó una idea inicial sobre Riley cayendo en una profunda depresión. La creación de los guiones gráficos de Inside Out duró entre dos y tres años, e incluyó entre siete y ocho proyecciones para los «cerebros de Pixar», un pequeño grupo de líderes creativos que supervisan el desarrollo de todas las películas. Dedicaron más de tres años a mejorar la escena de la cena para evitar que el público la viciara y, al mismo tiempo, mantener la historia y el humor.
Los cineastas se encargaron de expresar los rasgos personales de los personajes, sus talentos, y contrastes. El equipo de diseño de Inside Out investigó más sobre las distintas direcciones de la personalidad de Riley después de que Docter se preocupara por el disgusto de Alegría. El diseñador Albert Lozano quería que Alegría fuera marimacho y traviesa. Amy Poehler ayudó al equipo a escribir Alegría, ilustrando una amplia gama de felicidad después de enfrentarse a dificultades. Con la ayuda de LeFauve, el equipo imaginó a Alegría como un personaje vulnerable e intangible porque es «positiva sin disculpas». Desde el principio, persistió la idea del potencial de Alegría para manipular excesivamente a la juventud, lo que desencadenó las «tormentas sociales» de Riley.
En una ocasión, Riley iba a querer el papel protagonista de un pavo en un desfile del Día de Acción de Gracias; Docter consideró que esa idea argumental era demasiado desconocida y buscó algo que la sustituyera. Surgieron varios borradores, que incluían a los personajes cultivando ideas tras caer en los «Campos de ideas»; en otra, Bing Bong reclutaría a un gran séquito de personajes exiliados de la infancia de Riley. Richard Kind definió más tarde a su personaje como «el desvanecimiento de la infancia» cuando el desarrollo de Inside Out había avanzado. En octubre de 2011, Diane Disney Miller convenció a Docter para que redujera las distracciones de Inside Out y volviera a dar prioridad a la historia. Docter determinó que el concepto de islas de personalidad podría integrar la geografía y la historia del mundo mental.
En 2012, la película se puso en producción tras varias proyecciones y sugerencias, y se evaluó al cabo de tres meses. El montador Kevin Nolting dijo que se crearon siete versiones de la película antes de empezar la producción. Equilibrar el tono de la película, por ejemplo, la respuesta de los espectadores a la naturaleza alegre de Alegría y al mismo tiempo sentirse negativos por el desorden que Alegría manipula en Riley, fue difícil. El productor Jonas Rivera dio crédito a Poehler por desarrollar estos aspectos de la naturaleza de Alegría. Eggleston recomendó ambientar la película en la mente de Riley y no en su cerebro, y se eliminaron algunas escenas sobre el cerebro.
Los cineastas de Pixar realizaron una proyección de evaluación de la película en julio de 2012. Una primera versión de Inside Out se centraba en Joy y Fear perdiéndose juntos. Docter lo consideró problemático y determinó la idea de que Alegría hubiera aprendido de Miedo para desarrollar su caracterización, antes de decidir integrar las emociones y las relaciones dentro de la película. En su lugar, Tristeza sustituyó a Miedo para tener un papel «mucho más jugoso». Al altercado entre Alegría y Tristeza de Docter le faltó el final emotivo de la película. Para solucionar el problema, cambió una escena en la que Riley se separa de su amiga en sus partes posteriores. Islas de la Amistad y Personalidad se convirtieron en las salidas de Alegría y Tristeza en la película para mantener su continuidad.
Durante el proceso de storyboard se desarrollaron 27 secuencias y 178.128 esquemas, con 127 781 restantes al finalizar. Según Cooley, se hicieron diez reescrituras de la trama de Inside Out y diez escenas inéditas de la mente de Riley. El storyboard inicial diferenciaba la importancia del arco del personaje de Riley más que de sus emociones, pero Rivera consideró que el equilibrio de la película era «aproximadamente un 75 por ciento dentro y un 25 por ciento fuera». A principios de 2013, los cineastas realizaron entre siete y ocho aperturas distintas para la película. Las primeras escenas terminadas de Inside Out se proyectaron en el Festival Internacional de Cine de Animación de Annecy en junio de 2014. El grupo de expertos acabó por cerrar la película y su historia. La producción de la película concluyó en mayo de 2015 después de tres años.

### Reparto
Los personajes principales de Inside Out fueron elegidos en agosto de 2013. La grabación de voz comenzó ese año y finalizó en 2014. El casting se centró en actores con una personalidad idéntica a la de los personajes a los que ponían voz. Dado que el reparto incluye a varios veteranos de Saturday Night Live (SNL), el equipo de producción de la película pasó una semana en ese programa investigando una secuencia televisiva en directo.
Phyllis Smith fue el primero de los personajes de emociones en ser elegido y Poehler el último. Smith y Poehler tuvieron tres sesiones de grabación de voz cada una. En un principio, Smith se mostró preocupada por su intento de poner voz a un papel en una película de animación. Una vez que Smith recibió una llamada para viajar a la sede de Pixar en Emeryville (California), Rivera le hizo un casting tras ver una escena de un almuerzo en Bad Teacher (2011). Se puso en contacto con Docter y le dijo: «Creo que hemos encontrado a nuestra Tristeza». Smith vio su voz natural tras su primera sesión de grabación.
Kind fue la elección perfecta de Docter para Bing Bong. Kind intentó transmitir la misma «especie de inocencia» que había transmitido en sus anteriores papeles en Pixar. Kind modeló la personalidad y el aspecto de Bing Bong basándose en Oliver Hardy, Jimmy Durante y John Candy, especialmente en la actuación de Candy en Planes, Trains and Automobiles (1987).
Bill Hader y los cineastas visitaron el plató de SNL en Nueva York, donde se dio por hecho su inmediato casting como Miedo hasta que terminó su estancia. Hader se puso en contacto con Poehler y le dijo que su papel era secreto antes de reafirmar su participación en Inside Out. Para prepararse, Hader practicó «casi todas las emociones» y su voz chillona en sesiones de grabación. Miedo se inspiró en el actor Don Knotts y en el personaje de Rowan Atkinson Mr. Bean, ambos con los ojos muy abiertos. Docter describió a Miedo como «el tipo de hombre que puede ser sofisticado y cambiar de repente».
Mindy Kaling asistió a seis sesiones de grabación en cuatro horas para poner voz a Desagrado antes de ser elegida para el papel. Dijo que la historia le pareció «muy bonita» cuando se la propusieron. Docter dijo que Lewis Black ejemplificaba la ira, y que fue elegido después de que los cineastas lo tuvieran en mente, tras haber oído la voz de Black. Los realizadores eligieron a Kaitlyn Dias para el papel de Riley, y describieron su actuación como «conmovedora» y adaptaron su «desgarradora honestidad». Según Rivera, el casting de Dias fue «perfecto».

### Diseño
Eggleston se encargó de esbozar los mundos mental y real mediante instrucciones de diseño. El mundo de la mente incorpora superficies suaves, un mayor uso de colores saturados y luz contrastada, y translucidez, mientras que el mundo real utiliza atributos opuestos. El diseño de los mundos recuerda a los de las películas de Pixar Up y Toy Story 3 (2010), el drama romántico One from the Heart (1982), las producciones teatrales de David Hockney, y los pretendidos musicales de Broadway de los años 50. El animador supervisor Victor Navone ajustó los aspectos del diseño, que se acentuaron mediante el modelado de superficies de forma libre. Se elaboraron unos 300 diseños de sedes. A la hora de descifrar cómo representar el interior de la mente, los cineastas se concentraron en la palabra «electroquímica» y barajaron opciones con electricidad.
Los diseños de los personajes se sometieron a varias revisiones antes de finalizarlos. Al principio se diseñaron formas sencillas: Furia como un ladrillo, Alegría como una estrella, Tristeza como una lágrima y miedo como un nervio. El aspecto de Tristeza se cambió finalmente por el de Debbie Downer. Lozano planeó vestir a Tristeza con un pijama para resaltar su depresión. Los enfoques de Desagrado e Ira se basaron respectivamente en April Ludgate y Hades de Hércules (1997). Para evitar similitudes con Tinker Bell, a Alegría se le dio un vestido verde y se le cambió el color del pelo a azul. Después de que Pixar presentara al público los posibles diseños de Riley, Lozano pensó que el personaje se parecía a Elie.

### Animación
La animación de Inside Out duró un año y medio. Participaron en la producción unos 48 animadores, incluidos los supervisores Shawn Krause y Victor Navone, y el director Jamie Roe, así como 350 artistas —35 de ellos de iluminación, dirigidos por el director de fotografía Kim White— y 10 técnicos de maquetación. Se formaron dos equipos de animación: uno para la secuencia abstracta y otro de simulación de multitudes para las agrupaciones de personajes. Utilizaron una tecnología novedosa para localizar cada parte del cuerpo humano.
Docter imaginó que con las emociones para los personajes podrían «superar el nivel de la caricatura» tanto en el diseño como en el estilo de movimiento. Para ello, emularon los estilos de animación de Tex Avery y Chuck Jones. Docter informó a Krause y Navone para que impulsaran la caricatura gráfica de cada personaje en lugar de ceñirse al comportamiento rígido de cada modelo de RenderMan. Esto obligó a un artista a dibujar sobre los personajes de Inside Out con una Wacom Cintiq durante las pruebas de rodaje. Una vez finalizadas las formas de los personajes, se propusieron modelos en 3D utilizando ordenadores de sobremesa. Los cineastas estudiaron los dailies hasta que Docter dio el visto bueno a las tomas finales de la película en cuanto a iluminación y renderizado.
Inside Out utilizó cada vez más una herramienta avanzada de esbozo con la que los animadores esculpían rápidamente las siluetas, alterando el aspecto de los personajes y evaluando una estimulación de la tela «de ajuste». A través del departamento de simulación, se añadió el movimiento del pelo y la ropa de los personajes. El cofundador de Pixar, Edwin Catmull, consideró que los atributos de los personajes tienen en menor medida formas humanoides, colores brillantes y formas extrañas debido a su posesión de campos de fuerza. Todos los aspectos de Inside Out se fusionaron finalmente en una sola imagen, convirtiéndose en una animación repartida en 1 600 tomas. Cada tres segundos de metraje tardó tres semanas en crearse y 33 horas para renderizar.
Ambos equipos de animación se encargaron de la transición de Alegría de un «completo abstracto» a un «personaje animable». La iluminación de Alegría fue la primera inspiración de Eggleston a través de su diseño de producción. El diagrama pastel de Eggleston dio forma a Alegría, aumentando su iluminación y convirtiéndola en el personaje crucial de Pixar. En lugar de ser sólida, la efervescencia de Alegría procedía de molinetes, champán y bengalas. Lozano pensaba que Alegría se parecía a Audrey Hepburn. Para que Alegría se iluminara, el equipo de RenderMan desarrolló una óptica geométrica, y Docter sugirió diseñarla con modificaciones «tipo sprite y doradas». Estos efectos funcionan de forma fiable gracias al tipo típico de Joy. Se realizaron más de 750 tomas utilizando cinematografía artística de interpretación e iluminación. Los cineastas trabajaron en el aura de Alegría durante ocho meses, pero se encontraron con dificultades de tiempo y presupuesto. Lasseter pidió que se aplicara para cada emoción en su lugar. Eggleston describió esta técnica diciendo: «Podías oír al núcleo técnico golpeando el suelo, el presupuesto cayendo por los aires». Docter y su equipo de seis diseñadores pasaron aproximadamente 18 meses ultimando el aspecto de Alegría. El proceso de fabricación de Alegría duró tres años.

### Cinematografía
El director de fotografía Patrick Lin se centró en destacar la cinematografía de Inside Out. Creó un lenguaje visual con estilos de cámara únicos para representar el mundo mental y el mundo real, permitiendo una conexión entre la historia de la película y el personaje de Riley. Lin dijo que estos mundos pueden polarizarse. El diseño y la cinematografía del mundo mental están influidos por Casablanca (1942). Pixar investigó películas de la época dorada de Hollywood para la construcción de decorados. Realizaron tomas maestras en movimiento, combinándolas en una sola escena, la más larga de las cuales duraba 48 segundos y constaba de 1 200 fotogramas.
Filmar el mundo real planteó problemas de distorsión de la lente y tomas desenfocadas, pero los cambios de dirección contrarrestaron la complejidad del trabajo de cámara. Los operadores de cámara utilizaron objetivos Arri Ultra Prime y Zeiss Cooke S4 con movimientos de cámara distintos y trayectorias predeterminadas para ambos mundos. Para el mundo mental se utilizó una plataforma rodante, un raíl, una grúa y un brazo, mientras que para el real se emplearon cámaras de mano con objetivos zoom y monturas Steadicam. El equipo de Lin supervisó el arco de Riley mientras estas cámaras se utilizaban en tres actos; la primera estaba montada en una Steadicam y la segunda era manual.
Los aspectos concretos de Inside Out se apoyaron en «progresiones de escala» —el tamaño de la construcción del mundo basado en la perspectiva de los personajes principales— para las caracterizaciones, así como los arcos de Riley y Alegría, la puesta en escena para la historia y el encuadre para el tema. Las cámaras fueron creadas por el equipo y tienen sensores conectados; estas cámaras eran «toscas» y «físicas», pero se mejoraron en Inside Out después de haber sido utilizadas en el cortometraje de Pixar The Blue Umbrella (2013). Se creó un sistema humano-máquina para recorrer cada persona dentro del entorno de Inside Out, asignando cada una de sus actuaciones para interactuar las escenas de la película. Las virtuales se bloquearon mediante Layout antes de ser animadas.

### Banda sonora
Michael Giacchino compuso la música de Inside Out. Comenzó a planificar en enero de 2015 y concluyó en mayo de 2015. Durante la sesión de música, Docter consideró que su partitura era «agridulce» y «nostálgica». Giacchino quería crear algo emocionalmente más monumental para Inside Out que su partitura de Up. Los productores se reunieron primero con Giacchino para discutir el concepto de la película y proyectársela. Como respuesta, Giacchino compuso una suite musical de ocho minutos, sin relación con la película, basada en sus emociones al verla. Rivera dijo que, como tanto Giacchino como Docter eran músicos, hablaron de la película en términos de historia y personajes. De acuerdo con sus preferencias creativas, el diseñador de sonido Ren Klyce creó un paisaje sonoro progresivo. La mezcla de audio se realizó para armonizar los sonidos «densos» de la escena inicial de la película. La introducción de Alegría utiliza un único sonido.
| N.º   | Título                                       | Duración |  |
| 1.    | «Bundle of Joy»                              | 2:50     |  |
| 2.    | «Team Building»                              | 2:19     |  |
| 3.    | «Nomanisone Island/National Movers»          | 4:21     |  |
| 4.    | «Overcoming Sadness»                         | 0:52     |  |
| 5.    | «Free Skating»                               | 1:01     |  |
| 6.    | «First Day of School»                        | 2:03     |  |
| 7.    | «Riled Up»                                   | 1:03     |  |
| 8.    | «Goofball No Longer»                         | 1:11     |  |
| 9.    | «Memory Lanes»                               | 1:23     |  |
| 10.   | «The Forgetters»                             | 0:50     |  |
| 11.   | «Chasing the Pink Elephant»                  | 1:55     |  |
| 12.   | «Abstract Thought»                           | 1:47     |  |
| 13.   | «Imagination Land»                           | 1:26     |  |
| 14.   | «Down in the Dumps»                          | 1:47     |  |
| 15.   | «Dream Productions»                          | 1:44     |  |
| 16.   | «Dream a Little Nightmare»                   | 1:51     |  |
| 17.   | «The Subconscious Basement»                  | 2:01     |  |
| 18.   | «Escaping the Subconscious»                  | 2:09     |  |
| 19.   | «We Can Still Stop Her»                      | 2:55     |  |
| 20.   | «Tears of Joy»                               | 3:39     |  |
| 21.   | «Rainbow Flyer»                              | 2:59     |  |
| 22.   | «Chasing Down Sadness»                       | 1:46     |  |
| 23.   | «Joy Turns to Sadness/A Growing Personality» | 7:49     |  |
| 24.   | «The Joy of Credits»                         | 8:20     |  |
| 59:50 |                                              |          |  |

## Estreno

### Mercadotecnia
La comercialización de Inside Out se consideró difícil a pesar del entusiasmo de los ejecutivos de Disney y Pixar por la película. Kristen Page-Kirby en The Washington Post lo calificó de «absolutamente jodido». La estrategia de mercadotecnia de Disney incluía una activa campaña en las redes sociales, una gira publicitaria por todo el mundo, y la creación de cinco coloridos carteles de personajes. Kind no participó en el mercadotecnia de Inside Out porque los productores decidieron mantener a Bing Bong en secreto. Como resultado, el personaje fue excluido de la promoción de la película para centrarse en los personajes de emoción. Docter consideró «inteligente» la decisión de Kind, reconociendo que Bing Bong era una «sorpresa para el público». En vísperas de su estreno, la película se sometió a una prueba para niños porque los ejecutivos estaban preocupados por su atractivo para los espectadores jóvenes. Disney Infinity 3.0 añadió un playset de plataformas tipo Inside Out con los cinco personajes de la emoción como personajes jugables. Un juego para móviles al estilo Puzzle Bobble titulado Inside Out: Thought Bubbles.

### Formato doméstico
Walt Disney Studios Home Entertainment lanzó Inside Out para descarga digital el 13 de octubre de 2015, y en Blu-ray y DVD el 3 de noviembre. Las copias físicas contienen un audiocomentario, reportajes entre bastidores y escenas eliminadas, y los cortometrajes Riley's First Date? y Lava. Inside Out fue la película de vídeo doméstico más vendida de noviembre de 2015 y la quinta más alquilada durante su semana de estreno. El Blu-ray representó el 57 % de sus ventas. A finales de 2015, el lanzamiento físico había recaudado unos 97,8 millones de dólares. En 2019 se lanzó una versión en Blu-ray 4K Ultra HD.
Fuera de Estados Unidos y Canadá, Inside Out recaudó 40,3 millones de dólares durante su fin de semana de estreno en 37 mercados. Su mercado más taquillero fue China, con 11,7 millones de dólares, el Reino Unido, con 11,5 millones de dólares, México, con 8,6 millones, y Rusia, con 7,6 millones, Italia, con 7,4 millones de dólares, Alemania, con 7,1 millones de dólares, y Corea del Sur, con 5,2 millones de dólares. Del revés fue la primera película de Pixar en recaudar más de mil millones de rublos en Rusia. La película recaudó otros 501,9 millones de dólares, siendo sus mayores ingresos en el Reino Unido (59,4 millones), Japón (33 millones), Alemania (31,6 millones), México (31,1 millones), Corea del Sur (30,9 millones), Francia (30,1 millones), Italia (27,1 millones), Venezuela (25,4 millones) y Australia (24,2 millones).

## Recepción

### Taquilla

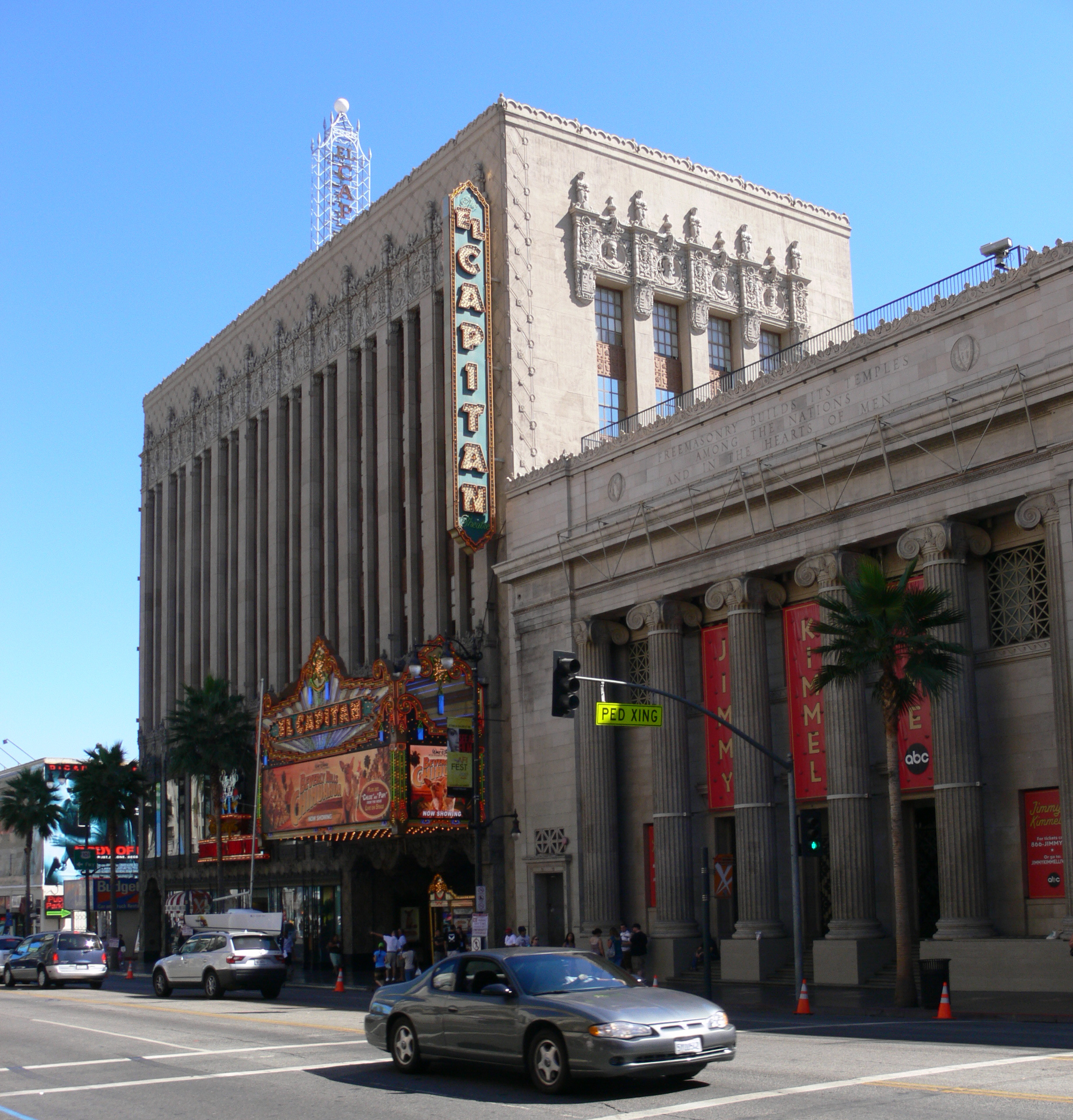
El estreno norteamericano de Inside Out tuvo lugar en el teatro El Capitán (en la imagen, en 2008).

La película Inside Out, de 95 minutos de duración, se estrenó a concurso en la 68 edición del Festival de Cannes el 18 de mayo de 2015, seguida de un estreno el 8 de junio en El Capitan Theatre de Hollywood, Los Ángeles. En Cannes, la película recibió una ovación de ocho minutos. Inside Out también se estrenó en Dolby Vision, lo que la convierte en una de las primeras películas en adoptar el formato. En cines, se acompañó de un cortometraje llamado Lava (2014).
El estreno de Inside Out estaba previsto inicialmente para el 30 de mayo de 2014, pero se aplazó al 19 de junio de 2015. Durante su fin de semana de estreno en Estados Unidos y Canadá, Del revés recaudó 90,4 millones de dólares en 3.946 cines, 3.100 de ellos en 3D, debutando en el número dos por detrás de Jurassic World (106,6 millones de dólares). Estos ingresos incluyeron 3,7 millones de dólares procedentes de los preestrenos del jueves por la noche. La cifra total del fin de semana convirtió a Del revés en la primera película de Pixar que no debutó en el número uno, el mayor estreno en el número dos de todos los tiempos (superando a The Day After Tomorrow), y el mayor fin de semana de estreno para una película original (superando a Avatar), y fue el segundo mayor estreno de Pixar después de Toy Story 3. El éxito de taquilla de Inside Out se atribuyó a su estreno en Cannes, a las proyecciones en CinemaCon y Fathom Events, a la favorable acogida de la crítica y al boca a boca, así como a su estreno durante el fin de semana del Día del Padre. Atrajo sobre todo a un público mayoritariamente femenino y aproximadamente el 71 por ciento de los espectadores eran familias. La película recaudó 52,1 millones de dólares en su segundo fin de semana —una reducción del 42 por ciento— y 29,3 millones de dólares en el tercero. Tras finalizar su paso por los cines el 10 de diciembre de 2015, Inside Out había recaudado 356,9 millones de dólares en Estados Unidos y Canadá como la cuarta película más taquillera del año. En julio de 2020, debido al cierre mundial de los cines durante la pandemia del COVID-19 y a los límites de exhibición de las películas, Inside Out regresó a 442 salas —la mayoría autocines— y recaudó 340.000 dólares. La película recaudó otros 501,9 millones de dólares, siendo sus mayores ingresos en el Reino Unido (59,4 millones), Japón (33 millones), Alemania (31,6 millones), México (31,1 millones), Corea del Sur (30,9 millones), Francia (30,1 millones), Italia (27,1 millones), Venezuela (25,4 millones) y Australia (24,2 millones). Esto la convirtió en la séptima película más taquillera fuera de Estados Unidos y Canadá, y la séptima película más taquillera de 2015, con una recaudación total de 858,8 millones de dólares. Deadline Hollywood calculó el beneficio neto de la película en 279,51 millones de dólares, teniendo en cuenta los presupuestos de producción, marketing, participación de talentos y otros costes; los ingresos en taquilla y en medios domésticos la situaron sexta en su lista de las «superproducciones más valiosas» de 2015.

### Respuesta de la crítica
Inside Out fue aclamada por la crítica, y figuró en las listas de los diez mejores de muchos críticos en 2015. Tiene un índice de aprobación del 98 % basado en 385 críticas profesionales en el sitio web agregador de reseñas Rotten Tomatoes, con una calificación media de 8,9/10. El consenso dice: «Inventiva, magnífica animación y poderosamente conmovedora. El consenso es el siguiente: «Inventiva, magníficamente animada y poderosamente conmovedora, Del revés es otra sobresaliente adición a la biblioteca Pixar de clásicos de la animación moderna». Metacritic (que utiliza una media ponderada) asignó a Del revés una puntuación de 94 sobre 100 basada en 55 críticas, lo que indica «aclamación universal». El público encuestado por CinemaScore otorgó a la película una nota media de «A» en una escala de A+ a F. Antes del estreno de Inside Out, los fanáticos y los críticos estaban preocupados por la percepción de una excesiva dependencia de las secuelas por parte de Pixar, exacerbada por el anuncio de Toy Story 4 (2019), y por el descenso de calidad de sus películas. The New York Times lo atribuyó a los problemas financieros de DreamWorks Animation.
La crítica alabó la artesanía de Inside Out y la dirección de Docter, describiéndola como un retorno a la forma para Pixar. Peter Debruge (Variety), Kenneth Turan (Los Angeles Times) y Todd McCarthy (The Hollywood Reporter) elogiaron la película. Debruge y Turan la describieron como la mejor de Pixar, calificándola de «sofisticada» y «audaz». Turan y Richard Brody (The New Yorker) mencionaron los atractivos efectos visuales, su mensaje sobre el valor de las emociones y la representación de la imaginación de Riley, y Debruge y Anthony Lane (The New Yorker) alabaron su originalidad. David Edelstein de Vulture afirma que la película es una «nueva piedra de toque de la cultura pop». A pesar de estas críticas generales, el crítico de The Guardian Peter Bradshaw y el escritor de Slant Magazine Christopher Gray la valoraron como ligeramente inferior a las mejores obras de Pixar.
Se alabaron el guion, la trama y el tema. Scott Mendelson de Forbes dijo que el guion apoya sus temas mientras que Leigh Singer de IGN señaló que los tropos incluyen la devoción infantil, el trabajo en equipo y las persecuciones confusas. Singer dijo que el viaje «probado y comprobado» tenía una «licencia por delante» sin precedentes. René Rodríguez, que escribe para el Miami Herald, dijo que la historia se salta desde el principio hasta el final y que los personajes dentro de la cabeza de Riley tienen objetivos poco definidos. Ann Hornaday (The Washington Post) y A. O. Scott (The New York Times) apreciaron su entretenida temática. Udhav Naig de The Hindu consideró que la película promovía la salud mental, pero criticó su interpretación errónea de las funciones cerebrales.
Las críticas de los medios de comunicación a las interpretaciones de los actores fueron muy positivas; su trabajo fue calificado de «maravilloso» y «excelente». Edelstein elogió la actuación de Poehler, diciendo que tiene «una exuberancia sobrenatural pero las corcheas semitonales de la duda que evitan que... resulte empalagosa o caricaturesca». Magnett calificó a Anger como el personaje «más perfecto», con «sentido del humor y genuino cariño».

### Premios y nominaciones
En la 88 edición de los Oscar, Inside Out recibió una nominación a Mejor Guion Original y ganó el premio a Mejor Película de Animación. Sus otras nominaciones incluyen catorce Premios Annie (ganando diez), dos premios BAFTA (ganando uno), tres Critics' Choice Movie Awards (ganando uno), y un Globo de Oro (que ganó). El National Board of Review y el American Film Institute nombraron Inside Out una de las diez mejores películas de 2015; también ganó el premio a la mejor película de animación del National Board of Review.

## Post-lanzamiento

### Análisis temático
Un tema central de Inside Out son las consecuencias y la representación de las emociones y los recuerdos. Los que aparecen en la película son «honrados» y «generosos»; su objetivo es mantener la vida de Riley. Natasha Moore de la cadena australiana ABC News se refirió al tema de la película: «[Si] la despreocupada vida de Riley se complica, ... los intentos de Alegría por ofrecer una felicidad ininterrumpida se vuelven cada vez más neuróticos». Nicole Markotic explicó que la película explora la relación entre «lo múltiple y lo uno», demostrando que las personas tienen personalidades «compuestas». Los distintos componentes de la personalidad de una persona son vitales para su «equilibrio emocional y psicológico». La depresión y la tristeza se distinguen en la película; esta distinción pretende «[ofrecer] a los individuos estrategias para evitar reprimir sentimientos cruciales». Hannah Marcarian y Paul O. Wilkinson escriben en el British Journal of Psychiatry que esta validación de las distintas emociones ayuda a las personas a expresarse.
Ruth Bettelheim de USA Today escribió que las respuestas humanas a los entornos físicos y sociales evolucionaron a lo largo de millones de años y aún no se comprenden del todo, como demuestra la omisión en la película de las sensaciones corporales de Riley y su posible efecto en los estados mentales. La primatóloga Louise Barrett dijo que la película muestra la desconexión entre personajes que no se relacionan entre sí ni con sus propias emociones, pero que los momentos de armonía personal conducen a conexiones interpersonales positivas. Según Jamie Altman de USA Today Inside Out muestra que los grandes cambios ambientales pueden ser «difíciles, pero no imposibles, de superar», por lo que se recomienda a los estudiantes universitarios que experimentan nostalgia o tristeza.

### Demandas
Tres demandas siguieron al estreno de Inside Out. La pediatra Denise Daniels demandó a Disney y Pixar en 2017, alegando que las emociones personificadas de la película infringían su propuesta de una serie de televisión llamada The Moodsters. Dos demandas similares siguieron en 2018; la autora Carla J. Masterson demandó a Disney por infringir sus libros What's on the Other Side of the Rainbow? y The Secret of the Golden Mirror, y otra fue presentada ante el Tribunal de Distrito de los Estados Unidos para el Distrito Norte de California por un estudiante canadiense, Damon Pourshian, que había realizado una película titulada Inside Out. La demanda de Pourshian fue aprobada por un tribunal de Ontario en 2021. Se desconocen los resultados de estas demandas y la de Daniels fue rechazada.

## Legado

### Evaluaciones retrospectivas
Según la revista filosófica Film and Philosophy, Inside Out es una de las mejores películas de animación de la historia. Varias publicaciones, como IndieWire y The A.V. Club, se han referido a Inside Out como una entrada destacada en la década de 2010. Una encuesta realizada en 2016 por la BBC a 177 críticos de cine situó a Inside Out en el puesto 41 de las mejores películas del siglo XXI, y The New York Times la situó séptima en su propia lista. Empire y The Independent la nombraron 18ª y 41ª mejor en 2020, respectivamente. El guion de la película fue incluido en el número veintinueve de la lista de los «101 mejores guiones del siglo XXI (hasta ahora)» del Gremio de Guionistas de América en 2021.

### Impacto cultural
En 2015, Google puso en marcha un evento Made with Code para Inside Out llamado «Inside HQ» para animar a los niños, especialmente a las niñas, a estudiar programación. A nivel mundial, se situó entre las principales búsquedas de entretenimiento en Google de 2015. La serie de televisión Los Simpson hace referencia a la película. Durante la pandemia de COVID-19, Inside Out fue una de las 35 películas recomendadas por The Independent.
Inside Out inspiró varios memes en Internet. En 2015 se publicó en las redes sociales un meme que implicaba una similitud entre Alegría y Desagrado y la superpareja filipina apodada AlDub. La madre de Riley y personajes maternos de otras películas de Pixar se mostraron en un meme de «Dump-Truck» con temática de nalgas. El concepto de «recuerdos centrales» se convirtió en una expresión utilizada entre la Generación Z y, más tarde, en una tendencia en el servicio para compartir vídeos TikTok a mediados de 2022.

## Expansión de la franquicia
A Inside Out le siguió un cortometraje titulado Riley's First Date? (2015) que tiene lugar brevemente después de los acontecimientos de la película y que se incluyó en el Blu-Ray de la película, y más tarde una secuela de larga duración, Inside Out 2 (2024). Presentaba la idea de Docter de «cinco a 27 emociones», incorporando Ansiedad (Maya Hawke), Envidia (Ayo Edebiri), Vergüenza (Paul Walter Hauser), Ennui (Adèle Exarchopoulos) y Nostalgia (June Squibb) a la secuela, y superó en taquilla a la película original. El 11 de diciembre de 2024 se estrenó en Disney+ una serie limitada de cuatro episodios titulada Dream Productions que transcurre entre los acontecimientos de Inside Out e Inside Out 2. Otra secuela, Inside Out 3, está en desarrollo desde 2025.